# Andrea Cassone
Andrea Cassone (Villa San Giovanni, 29 aprile 1929 – Scilla, 12 aprile 2010) è stato un arcivescovo cattolico italiano.

## Biografia
Nacque a Cannitello, frazione di Villa San Giovanni, in provincia e arcidiocesi di Reggio Calabria, il 29 aprile 1929.
Il 22 dicembre 1951 fu ordinato presbitero.
Ebbe vari incarichi: fu parroco e vicario generale nell'arcidiocesi natale; presso il tribunale ecclesiastico, invece, fu dapprima attuario e in seguito presidente.

### Ministero episcopale
Il 26 marzo 1992 papa Giovanni Paolo II lo nominò arcivescovo di Rossano-Cariati; succedette a Serafino Sprovieri, precedentemente nominato arcivescovo metropolita di Benevento. Il 9 maggio successivo ricevette l'ordinazione episcopale, nella cattedrale di Reggio Calabria, da Vittorio Luigi Mondello, arcivescovo metropolita di Reggio Calabria-Bova, co-consacranti Giuseppe Agostino, arcivescovo di Crotone-Santa Severina, e Aurelio Sorrentino, arcivescovo emerito di Reggio Calabria-Bova.
Il 6 maggio 2006 papa Benedetto XVI accolse la sua rinuncia, presentata per raggiunti limiti di età, al governo pastorale dell'arcidiocesi di Rossano-Cariati; gli succedette Santo Marcianò, del clero di Reggio Calabria-Bova. Rimase amministratore apostolico dell'arcidiocesi fino all'ingresso del successore, avvenuto il 22 luglio seguente.
Morì il 12 aprile 2010, all'età di 80 anni, a Scilla. Dopo le esequie, celebrate dall'arcivescovo Santo Marcianò il 15 aprile nella cattedrale di Rossano, fu sepolto nello stesso edificio.

## Genealogia episcopale
La genealogia episcopale è:
- Cardinale Scipione Rebiba
- Cardinale Giulio Antonio Santori
- Cardinale Girolamo Bernerio, O.P.
- Arcivescovo Galeazzo Sanvitale
- Cardinale Ludovico Ludovisi
- Cardinale Luigi Caetani
- Cardinale Ulderico Carpegna
- Cardinale Paluzzo Paluzzi Altieri degli Albertoni
- Papa Benedetto XIII
- Papa Benedetto XIV
- Papa Clemente XIII
- Cardinale Marcantonio Colonna
- Cardinale Giacinto Sigismondo Gerdil, B.
- Cardinale Giulio Maria della Somaglia
- Cardinale Carlo Odescalchi, S.I.
- Cardinale Costantino Patrizi Naro
- Cardinale Lucido Maria Parocchi
- Papa Pio X
- Cardinale Gaetano De Lai
- Cardinale Raffaele Carlo Rossi, O.C.D.
- Cardinale Amleto Giovanni Cicognani
- Cardinale Salvatore Pappalardo
- Arcivescovo Vittorio Luigi Mondello
- Arcivescovo Andrea Cassone